# Edició lineal

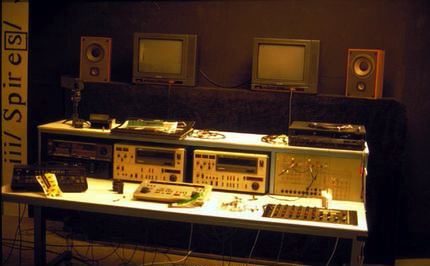
Equip per a edició lineal amb magnetoscopis, monitors, mesclador d'àudio i de vídeo.

L'edició lineal o edició analògica era un tipus d'edició de vídeo pel qual un magnetoscopi anomenat recorder o gravador gravava en una cinta magnètica les imatges de vídeo subministrades per un altre o altres magnetoscopis anomenats reproductors, fonts o players. Es considerava lineal perquè era necessari gravar la primera seqüència en primer lloc, després la segona i així successivament.
L'edició lineal va començar a popularitzar-se a principis dels anys 1960 amb la producció massiva dels magnetoscopis i la generalització de la postproducció de vídeo. La inclusió d'un codi de temps en les pistes va suposar un gran avanç en la seva ocupació. No obstant això, va desaparèixer després de la implantació massiva del sistema d'edició no lineal.

## Tipus
Espinosa i Abbate (2005, p. 161) enumeren fins a set tipus d'edicions segons diferents criteris, però Ohanian (1996) els redueix a dos: L'edició per tall i l'edició A/B roll. La primera és la realitzada sense cap mena de transició entre plànols i la segona és la que pot fondre a negre o un altre color, encadenar un plànol amb un altre i fins i tot realitzar cortinetes. Aquesta última opció, prossegueix Ohanian (1996, p. 373), requeria dos o més màquines fonts perquè un plànol pogués encadenar-se amb un altre o realitzar una cortineta amb dues, tres o més imatges al mateix temps.

## Equipament necessari

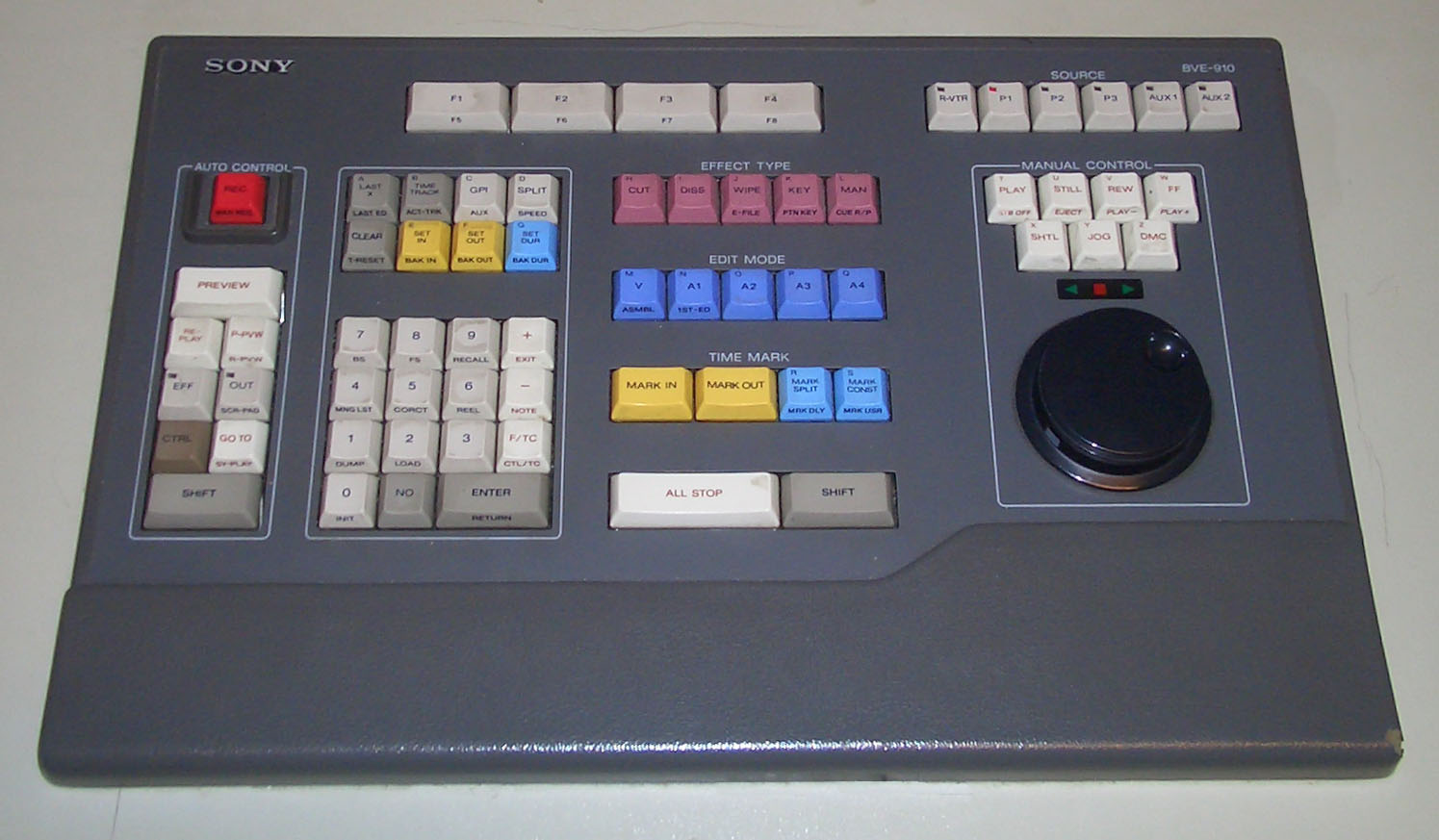
La taula o consola d'edició. Una eina de gran utilitat en l'edició lineal.

Per realitzar una edició lineal només es necessitaven dos magnetoscopis connectats i un monitor on veure la imatge d'una màquina i de l'altra. Però en la pràctica un equipament tan escàs era poc pràctic. Per realitzar una edició A/B roll es requeria com a mínim:
- Dos magnetoscopis com a fonts.
- Un magnetoscopi pel màster.
- Tres monitors per a cadascun dels magnetoscopis.
- Mesa de mescles per al so.
- Un mesclador per realitzar encadenats i altres efectes visuals. Però eren molt més eficaces les taules d'edició perquè també podien sincronitzar els magnetoscopis, anar al quadre indicat, realitzar vistes prèvies.

Aquest material es podia complementar amb molts altres equips com una càmera per a la captura d'imatges, una tituladora o un generador d'efectes digitals, fins a arribar a instal·lar una sala online capaç de produir programes amb qualitat d'emissió (Ohanian, 1996, p. 64).

## Evolució

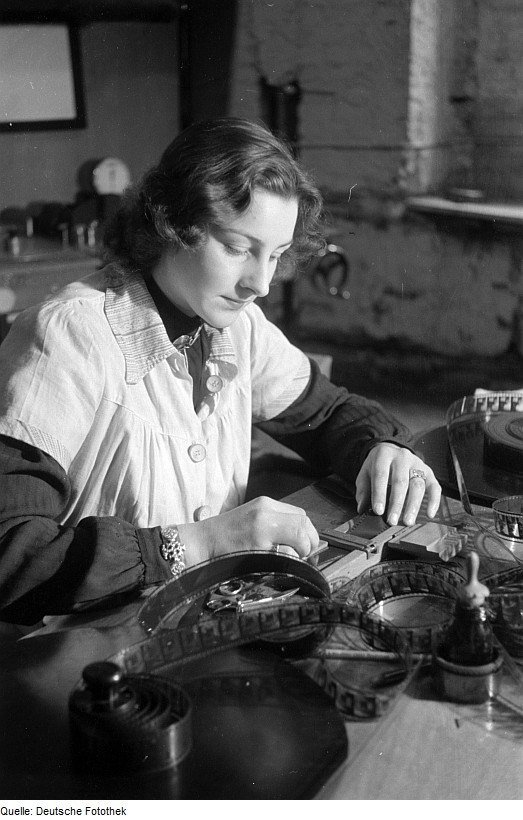
Muntatge d'una pel·lícula de cinema, 1946. Inicialment es va tractar de fer-ho igual amb el vídeo, però en una cinta de vídeo no es poden veure les imatges simplement amb la llum.

Seguint l'explicació de Thomas A. Ohanian (1996, p. 30 i 31), quan Ampex va comercialitzar el seu primer magnetoscopi l'edició de vídeo es va tractar de fer com el muntatge de cinema, tallant i enganxant trossos. Però a principis dels anys 1960 es va comprovar que resultava més senzill utilitzar dos o més reproductors per gravar els plànols en l'ordre desitjat en una segona cita anomenada màster de vídeo. Aquest sistema perdia una mica de qualitat, però es guanyava en temps en no haver de localitzar els punts de tall ni haver de desmuntar la cinta per tallar-la.
El segon pas en l'edició lineal, o revolució segons Ohanian (1996, p. 31), es va donar amb el naixement dels codis de temps. En 1967 l'empresa EECO va produir la cinta amb codis de temps, consistia en una pista que marcava amb hora, minut, segon i quadre tota la cinta. El codi de temps permetia localitzar amb l'exactitud més gran possible qualsevol part del material, de la mateixa forma podia començar-se a gravar dins del master en el punt que es volgués, també possibilitava la creació de consoles d'edició que rebobinessin els aparells fins al punt desitjat amb només teclejar la combinació d'hora, minut, segon i quadre, a més feia possible indicar els punts on es començaria l'enregistrament i on s'acabaria per realitzar visionats previs.
La cinta amb codi de temps va demostrar ser una bona solució i l'any 1972 la SMPTE (Society of Motion Picture and Television Engineers) i la UER (Unió Europea de Radiodifusió) van crear l'estàndard SMPTE perquè fossin els magnetoscopis els qui dotessin a qualsevol cinta d'un codi de temps propi (Ohanian, 1996, p. 31). Així, qualsevol aparell que seguís aquest estàndard podria dotar a qualsevol cinta amb un codi de temps i aquestes cintes podrien ser utilitzades per altres aparells capaços de llegir l'estàndard, posteriorment s'aplicaria també càmeres de vídeo. El codi de temps tenia com a inconvenient que no es podia treballar ja amb cintes verges, per poder anar a l'hora, minut, segon i quadre la cinta havia de comptar amb almenys la pista d'aquest codi. A això se li denominava "pistar" una cinta (Browen, 2003).
Amb tot, l'edició lineal presentava dos problemes principals i altres afegits, comenta Ohanian (1996, p. 32 i següents). D'una banda, tot el treball quedava en un únic suport, la cinta màster, que podia sofrir danys i deterioracions. Es podien fer còpies d'aquest màster, però la qualitat es reduïa un 8 % aproximadament, no era com el cinema on la diferència de qualitat entre un positiu i un altre és pràcticament inexistent. A més resultava impossible reduir o augmentar la durada d'una seqüència perquè es produïa un trencament en les pistes de la cinta, la qual cosa visualment es traduïa en uns quants segons al final de la part modificada on la pantalla quedava blanca i la banda sonora en silenci. En un cas així, totes les imatges posteriors a la modificada havien de tornar-se a editar de nou. Aquests inconvenients feien l'edició molt lenta i molt rígida, raó per la qual va ser progressivament substituïda per sistemes d'edició no lineals fins a quedar obsoleta amb l'edició digital.

## Formes de realitzar l'edició
Browen (2003) descriu tres formes de realitzar una edició lineal:
1. Playrec: resultava la forma més simple, ja que només calia prémer play i rec en el gravador. Amb això es gravava vídeo i so pistant el suport al mateix temps, és a dir, es reordenaven les seves partícules en pistes obliqües per permetre després altres edicions específiques, canviar l'àudio... Aquesta era l'única opció si la cinta era verge, no es podia gravar ni amb assemble ni amb Inserit, en mancar el suport de sincronismes, no existien pistes sobre les quals gravar. Per això era tan important l'operació Playrec, no només en l'àmbit domèstic, també en el professional. Aquesta operació necessitava cinc segons de sincronismes, que no es podia comptar al no estar la cinta pistada.
2. Assemble: igual que a playrec, assemble grava alhora el vídeo i els canals uN (CH1) i dos (CH2) d'àudio. La diferència és que els dos magnetoscopis se sintonitzaven mitjançant un rebobinatge de cinc segons, la qual cosa permetia un tall net. Si en playrec només es premia la tecla rec, en assemble s'indicaven els punts d'edició: l'entry in, per el player i per el recorder, per aquesta raó es necessitava una cinta pistada amb codi de temps. Aquest procediment esborrava qualsevol informació que hi hagués gravada prèviament. Per acabar l'edició calia prémer la tecla stop o entry out. L'assemble es caracteritza per no trencar la gravació al principi, però sí en finalitzar-la, ja que els capçals graven en vertical, quan les pistes eren obliqües. Això generava l'anomenada "neu", que anava descendint per la pantalla progressivament, deixant veure gradualment la imatge gravada amb anterioritat, en cas d'haver-la gravat.
3. Inserit: permetia realitzar edicions separant el vídeo de l'àudio. Es feia servir l'enregistrament helicoidal, és a dir, els capçals graven en posició obliqua i no vertical, coincidint amb la inclinació de les pistes, per la qual cosa una imatge substituïa a l'altra i no es generava trencament, aquests moments de "neu" al final. Com a contrapartida es necessitava saber la durada exacta de l'inserit o aquest picaria part de les imatges posteriors sense possibilitat de recuperació.